# Campionato nordamericano maschile di pallavolo 2017
Il campionato nordamericano maschile di pallavolo 2017 si è svolto dal 26 settembre al 1º ottobre 2017 a Colorado Springs, negli Stati Uniti d'America: al torneo hanno partecipato dieci squadre nazionali nordamericane e la vittoria finale è andata per la nona volta agli Stati Uniti.

## Impianti
|                                                                                   |  |  |
|                                                                                   |  |  |
| Olympic Training Center Città: Colorado Springs Capienza: ? Anno d'apertura: 1978 |  |  |

## Regolamento

### Formula
Le squadre hanno disputato una prima fase a gironi con formula del girone all'italiana; al termine della prima fase:
- Le migliori due prime classificate alla fase a gironi hanno acceduto alla fase finale per il primo posto, strutturata in quarti di finale, a cui hanno partecipato solo la peggior prima classificata e le seconde classificate, semifinali, finale per il terzo posto e finale.
- Le terze e la quarta classificata alla fase a gironi hanno acceduto alla fase finale per il quinto posto, strutturata in quarti di finale, semifinali, a cui hanno acceduto le formazioni eliminate ai quarti della fase finale per il primo posto, finale per il nono posto, finale per il settimo posto e finale per il quinto posto.

### Criteri di classifica
Se il risultato finale è stato di 3-0 sono stati assegnati 5 punti alla squadra vincente e 0 a quella sconfitta, se il risultato finale è stato di 3-1 sono stati assegnati 4 punti alla squadra vincente e 1 a quella sconfitta, se il risultato finale è stato di 3-2 sono stati assegnati 3 punti alla squadra vincente e 2 a quella sconfitta.
L'ordine del posizionamento in classifica è stato definito in base a:
- Numero di partite vinte;
- Punti;
- Rapporto dei set vinti/persi;
- Rapporto dei punti realizzati/subiti;
- Risultati degli scontri diretti.

## Squadre partecipanti
| Squadra                   | Qualificazione                    | Ultima partecipazione |
| ------------------------- | --------------------------------- | --------------------- |
| Canada                    | Secondo nel ranking nordamericano | Messico 2015          |
| Costa Rica                | Sesto nel ranking nordamericano   | Messico 2015          |
| Cuba                      | Terzo nel ranking nordamericano   | Messico 2015          |
| Guatemala                 | Qualificazione AFECAVOL           | Canada 2013           |
| Martinica                 | Qualificazione CAZOVA             | Debutto               |
| Messico                   | Quinto nel ranking nordamericano  | Messico 2015          |
| Porto Rico                | Quarto nel ranking nordamericano  | Messico 2015          |
| Rep. Dominicana           | Qualificazione AFECAVOL           | Messico 2015          |
| Saint Vincent e Grenadine | Qualificazione ECVA               | Debutto               |
| Saint Lucia               | Qualificazione ECVA               | Canada 2013           |
| Stati Uniti               | Paese organizzatore               | Canada 2013           |
| Trinidad e Tobago         | Qualificazione CAZOVA             | Portorico 2011        |

## Torneo

### Prima fase
| Girone A        | Girone B          | Girone C                  |
| --------------- | ----------------- | ------------------------- |
| Stati Uniti     | Canada            | Costa Rica                |
| Guatemala       | Saint Lucia       | Messico                   |
| Rep. Dominicana | Trinidad e Tobago | Saint Vincent e Grenadine |
| -               | -                 | Martinica                 |

#### Girone A

##### Risultati
| 26 settembre 2017 Olympic Training Center, Colorado Springs Durata: 1h:01 - Spettatori: 300 | Stati Uniti     | 3 - 0 | Guatemala       | 25-12, 25-14, 25-10 |
| 27 settembre 2017 Olympic Training Center, Colorado Springs Durata: 1h:14 - Spettatori: 250 | Rep. Dominicana | 3 - 0 | Guatemala       | 25-16, 25-20, 25-18 |
| 28 settembre 2017 Olympic Training Center, Colorado Springs Durata: 1h:09 - Spettatori: 875 | Stati Uniti     | 3 - 0 | Rep. Dominicana | 25-17, 25-21, 25-10 |

##### Classifica
| Pos | Squadra         | Pt | G | V | P | SV | SP | Ratio | PF  | PS  | Ratio |
| --- | --------------- | -- | - | - | - | -- | -- | ----- | --- | --- | ----- |
| 1   | Stati Uniti     | 10 | 2 | 2 | 0 | 6  | 0  | MAX   | 150 | 84  | 1.786 |
| 2   | Rep. Dominicana | 5  | 2 | 1 | 1 | 3  | 3  | 1.000 | 123 | 129 | 0.953 |
| 3   | Guatemala       | 0  | 2 | 0 | 2 | 0  | 6  | 0.000 | 90  | 150 | 0.600 |

#### Girone B

##### Risultati
| 26 settembre 2017 Olympic Training Center, Colorado Springs Durata: 1h:00 - Spettatori: 200 | Trinidad e Tobago | 3 - 0 | Saint Lucia       | 25-15, 25-16, 25-17 |
| 27 settembre 2017 Olympic Training Center, Colorado Springs Durata: 1h:00 - Spettatori: 170 | Canada            | 3 - 0 | Saint Lucia       | 25-9, 25-13, 25-8   |
| 28 settembre 2017 Olympic Training Center, Colorado Springs Durata: 1h:03 - Spettatori: 150 | Canada            | 3 - 0 | Trinidad e Tobago | 25-21, 25-12, 25-10 |

##### Classifica
| Pos | Squadra           | Pt | G | V | P | SV | SP | Ratio | PF  | PS  | Ratio |
| --- | ----------------- | -- | - | - | - | -- | -- | ----- | --- | --- | ----- |
| 1   | Canada            | 10 | 2 | 2 | 0 | 6  | 0  | MAX   | 150 | 73  | 2.055 |
| 2   | Trinidad e Tobago | 5  | 2 | 1 | 1 | 3  | 3  | 1.000 | 118 | 123 | 0.959 |
| 3   | Saint Lucia       | 0  | 2 | 0 | 2 | 0  | 6  | 0.000 | 78  | 150 | 0.520 |

#### Girone C

##### Risultati
| 26 settembre 2017 Olympic Training Center, Colorado Springs Durata: 1h:34 - Spettatori: 100 | Costa Rica | 3 - 1 | Martinica                 | 25-19, 25-16, 23-25, 25-21 |
| 26 settembre 2017 Olympic Training Center, Colorado Springs Durata: 0h:52 - Spettatori: 100 | Messico    | 3 - 0 | Saint Vincent e Grenadine | 25-7, 25-16, 25-10         |
| 27 settembre 2017 Olympic Training Center, Colorado Springs Durata: 1h:06 - Spettatori: 50  | Costa Rica | 3 - 0 | Saint Vincent e Grenadine | 25-10, 25–19, 25–21        |
| 27 settembre 2017 Olympic Training Center, Colorado Springs Durata: 1h:06 - Spettatori: 100 | Messico    | 3 - 0 | Martinica                 | 25–11, 25–15, 25–12        |
| 28 settembre 2017 Olympic Training Center, Colorado Springs Durata: 0h:55 - Spettatori: 40  | Martinica  | 3 - 0 | Saint Vincent e Grenadine | 25-10, 25-14, 25-20        |
| 28 settembre 2017 Olympic Training Center, Colorado Springs Durata: 0h:57 - Spettatori: 90  | Messico    | 3 - 0 | Costa Rica                | 25-19, 25-16, 25-10        |

##### Classifica
| Pos | Squadra                   | Pt | G | V | P | SV | SP | Ratio | PF  | PS  | Ratio |
| --- | ------------------------- | -- | - | - | - | -- | -- | ----- | --- | --- | ----- |
| 1   | Messico                   | 15 | 3 | 3 | 0 | 9  | 0  | MAX   | 225 | 116 | 1.940 |
| 2   | Costa Rica                | 9  | 3 | 2 | 1 | 6  | 4  | 1.500 | 218 | 206 | 1.058 |
| 3   | Martinica                 | 6  | 3 | 1 | 2 | 4  | 6  | 0.667 | 194 | 217 | 0.894 |
| 4   | Saint Vincent e Grenadine | 0  | 3 | 0 | 3 | 0  | 9  | 0.000 | 127 | 225 | 0.564 |

### Fase finale
|  | Quarti            | Quarti          |                 |        | Semifinali         | Semifinali         |  |  | Finale 1º/2º posto | Finale 1º/2º posto |
|  |                   |                 |                 |        |                    |                    |  |  |                    |                    |
|  |                   |                 |                 |        |                    |                    |  |  |                    |                    |
|  |                   |                 |                 |        |                    |                    |  |  |                    |                    |
|  | -                 | -               |                 |        |                    |                    |  |  |                    |                    |
|  | -                 | -               |                 |        |                    |                    |  |  |                    |                    |
|  | -                 | -               |                 |        |                    |                    |  |  |                    |                    |
|  | -                 | -               | Messico         | 0      |                    |                    |  |  |                    |                    |
|  |                   |                 | Messico         | 0      |                    |                    |  |  |                    |                    |
|  |                   | Rep. Dominicana | 3               |        |                    |                    |  |  |                    |                    |
|  | Trinidad e Tobago | Rep. Dominicana | 3               | 0      |                    |                    |  |  |                    |                    |
|  | Trinidad e Tobago |                 |                 | 0      |                    |                    |  |  |                    |                    |
|  | Rep. Dominicana   | 3               |                 |        |                    |                    |  |  |                    |                    |
|  | Rep. Dominicana   | 3               | Rep. Dominicana | 0      |                    |                    |  |  |                    |                    |
|  |                   |                 | Rep. Dominicana | 0      |                    |                    |  |  |                    |                    |
|  |                   | Stati Uniti     | 3               |        |                    |                    |  |  |                    |                    |
|  | -                 | Stati Uniti     | 3               | -      |                    |                    |  |  |                    |                    |
|  | -                 |                 |                 | -      |                    |                    |  |  |                    |                    |
|  | -                 | -               |                 |        |                    |                    |  |  |                    |                    |
|  | -                 | -               | Canada          | 0      | Finale 3º/4º posto | Finale 3º/4º posto |  |  |                    |                    |
|  |                   |                 | Canada          | 0      | Finale 3º/4º posto | Finale 3º/4º posto |  |  |                    |                    |
|  |                   | Stati Uniti     | 3               |        |                    |                    |  |  |                    |                    |
|  | Stati Uniti       | Stati Uniti     | 3               | 3      | Messico            | 1                  |  |  |                    |                    |
|  | Stati Uniti       |                 |                 | 3      | Messico            | 1                  |  |  |                    |                    |
|  | Costa Rica        | 0               |                 | Canada | 3                  |                    |  |  |                    |                    |
|  | Costa Rica        | 0               |                 |        | 3                  |                    |  |  |                    |                    |
|  |                   |                 |                 |        |                    |                    |  |  |                    |                    |
|  |                   |                 |                 |        |                    |                    |  |  |                    |                    |

#### Quarti di finale
| 29 settembre 2017 Olympic Training Center, Colorado Springs Durata: 1h:13 - Spettatori: 300 | Trinidad e Tobago | 0 - 3 | Rep. Dominicana | 18-25, 22-25, 21-25 |
| 29 settembre 2017 Olympic Training Center, Colorado Springs Durata: 1h:04 - Spettatori: 500 | Stati Uniti       | 3 - 0 | Costa Rica      | 25-11, 25-7, 25-8   |

#### Semifinale
| 30 settembre 2017 Olympic Training Center, Colorado Springs Durata: 1h:28 - Spettatori: 700   | Messico | 0 - 3 | Rep. Dominicana | 20-25, 23-25, 23-25 |
| 30 settembre 2017 Olympic Training Center, Colorado Springs Durata: 1h:28 - Spettatori: 3 100 | Canada  | 0 - 3 | Stati Uniti     | 20-25, 22-25, 21-25 |

#### Finale 3º posto
| 1º ottobre 2017 Olympic Training Center, Colorado Springs Durata: 1h:51 - Spettatori: 500 | Messico | 1 - 3 | Canada | 25-21, 13-25, 25-27, 18-25 |

#### Finale
| 1º ottobre 2017 Olympic Training Center, Colorado Springs Durata: 1h:08 - Spettatori: 2 000 | Rep. Dominicana | 0 - 3 | Stati Uniti | 17-25, 10-25, 12-25 |

### Fase finale 5º posto
|  | Quarti                    | Quarti            |                   |            | Semifinali         | Semifinali         |  |  | Finale 1º/2º posto | Finale 1º/2º posto |
|  |                           |                   |                   |            |                    |                    |  |  |                    |                    |
|  |                           |                   |                   |            |                    |                    |  |  |                    |                    |
|  |                           |                   |                   |            |                    |                    |  |  |                    |                    |
|  | -                         | -                 |                   |            |                    |                    |  |  |                    |                    |
|  | -                         | -                 |                   |            |                    |                    |  |  |                    |                    |
|  | -                         | -                 |                   |            |                    |                    |  |  |                    |                    |
|  | -                         | -                 | Martinica         | 0          |                    |                    |  |  |                    |                    |
|  |                           |                   | Martinica         | 0          |                    |                    |  |  |                    |                    |
|  |                           | Trinidad e Tobago | 3                 |            |                    |                    |  |  |                    |                    |
|  | Martinica                 | Trinidad e Tobago | 3                 | 3          |                    |                    |  |  |                    |                    |
|  | Martinica                 |                   |                   | 3          |                    |                    |  |  |                    |                    |
|  | Saint Vincent e Grenadine | 0                 |                   |            |                    |                    |  |  |                    |                    |
|  | Saint Vincent e Grenadine | 0                 | Trinidad e Tobago | 0          |                    |                    |  |  |                    |                    |
|  |                           |                   | Trinidad e Tobago | 0          |                    |                    |  |  |                    |                    |
|  |                           | Guatemala         | 3                 |            |                    |                    |  |  |                    |                    |
|  | -                         | Guatemala         | 3                 | -          |                    |                    |  |  |                    |                    |
|  | -                         |                   |                   | -          |                    |                    |  |  |                    |                    |
|  | -                         | -                 |                   |            |                    |                    |  |  |                    |                    |
|  | -                         | -                 | Guatemala         | 3          | Finale 3º/4º posto | Finale 3º/4º posto |  |  |                    |                    |
|  |                           |                   | Guatemala         | 3          | Finale 3º/4º posto | Finale 3º/4º posto |  |  |                    |                    |
|  |                           | Costa Rica        | 1                 |            |                    |                    |  |  |                    |                    |
|  | Guatemala                 | Costa Rica        | 1                 | 3          | Martinica          | 3                  |  |  |                    |                    |
|  | Guatemala                 |                   |                   | 3          | Martinica          | 3                  |  |  |                    |                    |
|  | Saint Lucia               | 0                 |                   | Costa Rica | 2                  |                    |  |  |                    |                    |
|  | Saint Lucia               | 0                 |                   |            | 2                  |                    |  |  |                    |                    |
|  |                           |                   |                   |            |                    |                    |  |  |                    |                    |
|  |                           |                   |                   |            |                    |                    |  |  |                    |                    |

#### Quarti di finale
| 29 settembre 2017 Olympic Training Center, Colorado Springs Durata: 1h:02 - Spettatori: 25 | Martinica | 3 - 0 | Saint Vincent e Grenadine | 25-16, 25-18, 25-16 |
| 29 settembre 2017 Olympic Training Center, Colorado Springs Durata: 1h:05 - Spettatori: 25 | Guatemala | 3 - 0 | Saint Lucia               | 25-17, 25-15, 25-16 |

#### Semifinale
| 30 settembre 2017 Olympic Training Center, Colorado Springs Durata: 1h:08 - Spettatori: 40  | Martinica | 0 - 3 | Trinidad e Tobago | 20-25, 23-25, 19-25        |
| 30 settembre 2017 Olympic Training Center, Colorado Springs Durata: 1h:47 - Spettatori: 250 | Guatemala | 3 - 1 | Costa Rica        | 20-25, 25-21, 25-17, 25-15 |

#### Finale 9º posto
| 30 settembre 2017 Olympic Training Center, Colorado Springs Durata: 1h:38 - Spettatori: 30 | Saint Vincent e Grenadine | 3 - 1 | Saint Lucia | 22-25, 25-20, 25-19, 25-15 |

#### Finale 7º posto
| 1º ottobre 2017 Olympic Training Center, Colorado Springs Durata: 2h:03 - Spettatori: 60 | Martinica | 3 - 2 | Costa Rica | 10-25, 25-21, 24-26, 25-21, 15-12 |

#### Finale 5º posto
| 1º ottobre 2017 Olympic Training Center, Colorado Springs Durata: 1h:07 - Spettatori: 25 | Trinidad e Tobago | 0 - 3 | Guatemala | 18-25, 10-25, 15-25 |

## Podio

### Campione
Formazione: 1 Anderson, 2 Russell, 3 Stahl, 4 Stahl, 7 K. Shoji, 10 Thomas Jaeschke, 11 Christenson, 13 McDonnell, 14 Patch, 15 Clark, 17 Holt, 20 Smith, 21 Watten, 22 E. Shoji, CT: Speraw

### Secondo posto
Formazione: 1 Tapia, 4 Hernández, 5 Miéses, 6 García, 7 Frías, 8 López, 10 Abréu, 11 Cáceres, 12 Arredondo, 13 Mercedes, 15 Paulino, 16 Díaz, CT: Samuels

### Terzo posto
Formazione: 1 Sanders, 2 Perrin, 4 Hoag, 7 Maar, 9 DeRocco, 10 Vernon-Evans, 11 Jansen VanDoorn, 12 Van Berkel, 14 Burt, 15 Duquette, 17 Vigrass, 18 Gunter, 19 Bann, 21 Walsh, CT: Antiga

## Classifica finale
| Pos | Squadra                   | Qualificazione           |
| --- | ------------------------- | ------------------------ |
|     | Stati Uniti               | Campionato mondiale 2018 |
|     | Rep. Dominicana           | Campionato mondiale 2018 |
|     | Canada                    | Campionato mondiale 2018 |
| 4   | Messico                   |                          |
| 5   | Guatemala                 |                          |
| 6   | Trinidad e Tobago         |                          |
| 7   | Martinica                 |                          |
| 8   | Costa Rica                |                          |
| 9   | Saint Vincent e Grenadine |                          |
| 10  | Saint Lucia               |                          |

## Premi individuali
| Premio                | Nome                 | Squadra     |
| --------------------- | -------------------- | ----------- |
| MVP                   | Micah Christenson    | Stati Uniti |
| Miglior realizzatore  | Alberto Blanco       | Costa Rica  |
| Miglior servizio      | Joann Breleur        | Martinica   |
| Miglior difesa        | Luis Chávez          | Costa Rica  |
| Miglior ricezione     | Jorge Barajas        | Messico     |
| Miglior palleggiatore | Pedro Rangel         | Messico     |
| Miglior opposto       | Sharone Vernon-Evans | Canada      |
| Miglior schiacciatore | Aaron Russell        | Stati Uniti |
| Miglior schiacciatore | Stephen Maar         | Canada      |
| Miglior centrale      | José Martínez        | Messico     |
| Miglior centrale      | Leonel Aragón        | Guatemala   |
| Miglior libero        | Luis Chávez          | Costa Rica  |